# Edward A. Brennan
Edward A. Brennan foi um Presidente e chefe executivo da empresa americana Sears, Roebuck and Co. 